# Micraxylia nyei
Micraxylia nyei là một loài bướm đêm trong họ Noctuidae.